# Bitnation
A Bitnation, ou "Cryptonation" é uma organização holacrática, que possibilita a criação de nações voluntárias, com o objetivo de se tornar uma Organização Autônoma Descentralizada (OAD) totalmente funcional, com tecnologia ethereum aplicada. Isso significa que não há estruturas de gerenciamento antiquados ou barreiras à entrada. Qualquer um pode se juntar ou criar uma equipe ('holon'), seja com fins lucrativos ou sem fins lucrativos, e se beneficiar do apoio e da infra-estrutura tecnológica da comunidade BITNATION.

## História
A fundadora da Bitnation cresceu em uma família franco-sueca, onde seu pai foi apátrida por uma década. Ela mais tarde testemunhou a governança não ética e não sustentável durante a Primavera árabe. A incorporação entre a tecnologia Blockchain e o produto básico Bitcoin da prova de trabalho inspirou a ampliar seus produtos em educação e segurança nacional, que gradualmente evoluiu para os conceitos de backbone da moderna empresa de inicialização Bitnation.

## Fundação
Em 2014, a Bitnation foi fundada por Susanne Tarkowski Tempelhof. Os seus cidadãos são distribuídos pela tecnologia descentralizada de cadeias de blocos. A Bitnation procura fornecer governança de código aberto, que inclui contratos inteligentes de DIY principalmente em governança, segurança e direito. Os serviços auxiliares incluem constituições, ID/ Sistemas de reputação, resolução de disputas, segurança, seguro, casamento, serviço notarial e certificações de nascimento. A ideia consiste na criação de uma nação paralela onde pessoas comuns podem contribuir para a criação de uma nação. Empresas e pessoas físicas podem legalizar leis com segurança. Foi co-redigido por Jason M. Farrell e inclue Rick Falkvinge.

## Terminologias
O termo bitnation consiste em duas palavras, bit e nação. É uma analogia com a nação virtual de bitcoin, com a mesma tecnologia aplicada: blockchain.
Em 1991, o termo "Blockchain" foi cunhado por Stuart Haber e W.Scott Stornetta. Em 2009, o primeiro "Blockchain" foi criado por Satoshi Nakamoto. A Bitnation aplicou a tecnologia Ethereum para seus principais serviços governamentais desde 2014.
- Ethereum é uma plataforma de computação distribuída baseada em blocos abertos, pública, baseada em blocos , com funcionalidade de contrato inteligente(scripting). [2] Fornece uma máquina virtualdescentralizada Turing-complete , a Ethereum Virtual Machine (EVM), que pode executar scripts usando uma rede internacional de nós públicos. O Ethereum também fornece um token de criptografia chamado "ether", que pode ser transferido entre contas e usado para compensar os nós dos participantes para cálculos realizados.
- Gas é um mecanismo interno de preços de transações, é usado para mitigar spam e alocar recursos na rede do Ethereum.
- Holocracia é um sistema criado pelo americano Brian Robertson para a gestão de negócios. Nas palavras dos próprios criadores do sistema, holocracia é uma nova forma de administrar uma empresa, que se dá através da remoção do poder de uma estrutura hierárquica, substituída por um sistema de distribuição da autoridade.
- DIY, acrônimo de "Do It Yourself", ou "Faça você mesmo". É o método de construção, modificação ou reparação de coisas sem a ajuda direta de especialistas ou profissionais. A pesquisa acadêmica descreve a DIY como comportamentos em que "os indivíduos envolvem matérias-primas e semi-matérias-primas e componentes para produzir, transformar ou reconstruir bens materiais, inclusive aqueles provenientes do ambiente natural (por exemplo, paisagismo)".
- A Descentralização é o processo de distribuição ou dispersão de funções, poderes, pessoas ou coisas longe de uma localização ou autoridade central.
- Uma Blockchain, ou cadeia de blocos é uma lista de registros continuamente crescente, chamada blocks, que são vinculados e protegidos usando criptografia. Cada block normalmente contém um ponteiro de hash como um link para um block anterior, um carimbo de data e hora. Uma cadeia de blocos pode servir como "um livro aberto e distribuído que pode registrar as transações entre duas partes de forma eficiente e de forma verificável e permanente.[4]
- Um Holon é algo que é simultaneamente uma "parte" e um "todo" e todos podem se juntar e criar seus próprios centros operacionais ("holons"). Isso permite que BITNATION permaneça fluido, seja autônomo e, portanto, não seja limitado ou controlado por uma hierarquia centralizada. Você pode selecionar mais de um holon.

Quando a BITNATION foi estabelecida, ele dispunha de um grupo distinto chamado "Embaixadores", que eram vários tipos de Colaboradores dos desenvolvedores de aplicativos, escritores e muito mais. À medida que Bitnation se deslocou para um modelo de organização autônoma descentralizada (OAD), todas as barreiras à entrada foram removidas para que todos possam ser um Colaborador. No entanto, são necessárias novas definições de embaixadores e é necessária certa educação para esses novos papéis, definidos da seguinte forma:
- DA, acrônimo para Diplomatic Ambassador:("Embaixador diplomático" - AD)
- DC, acrônimo para Diplomatic Consuls: "consul diplomático" - CD)
- GA, acrônimo para Goodwill ambassador: ("embaixador goodwill" - AG)

## Publicações Subsequentes
- Em 2014, a Bitnation começou a oferecer IDs digitais.
- No final de 2014, a Bitnation foi incorporada à sua contraparte de prova de participação
- Em outubro de 2014, a Bitnation fez o primeiro casamento Blockchain.
- Em outubro de 2014, a Bitnation hospedou a primeira Cidadania Mundial Blockchain na World Crypto Network (WCN).
- Em abril de 2015, a Bitnation apresentou seus primeiros títulos de propriedade e o primeiro certificado de nascimento no Blockchain.
- Em novembro de 2015, a Bitnation fez parceria com a Estônia para apresentar seu notário público digital baseado na tecnologia Blockchain.
- Em fevereiro de 2016, a Bitnation moveu seus tokens para o Ethereum. Também codificou sua constituição digital Pangea. Foi co-escrito pelo desenvolvedor Ethereum Alex Van de Sande.
- Em abril de 2016, a Bitnation fez parceria com a Liberland.

## Na cultura popular
O romance ''Permanência'' (2002) de Karl Schroeder apresenta uma 'economia de direitos' em que todos os objetos físicos são com os requisitos contratuais marcado-nano, de modo que o pagamento pode ser aplicada para todos os usos de informações de propriedade, por exemplo, uma missão militar no espaço profundo deve justificar continuamente a relação custo-benefício de cada navio ou deixará de funcionar.

## Prêmios

### UNESCO
Em abril de 2017, o programa BRER da Bitnation foi um dos premiados pelo Grande Prêmio 2017, um prêmio anual do Fórum Netexplo co-organizado pela UNESCO.